# بيبينو مازوتا
بيبينو مازوتا (بالإيطالية: Peppino Mazzotta)‏ هو ممثل إيطالي، ولد في 20 مايو 1971 في إيطاليا.

## وصلات خارجية
- بيبينو مازوتا على موقع IMDb (الإنجليزية)
- بيبينو مازوتا على موقع ألو سيني (الفرنسية)
- بيبينو مازوتا على موقع أول موفي (الإنجليزية)
- بيبينو مازوتا على موقع كينوبويسك (الروسية)